# Aranyláz (film)
Az Aranyláz (eredeti cím: The Gold Rush) 1925-ben bemutatott fekete-fehér némafilm-vígjáték, melyet Charlie Chaplin írt és rendezett. A film főszerepeiben Charlie Chaplin, Mack Swain, Tom Murray, Henry Bergman, Malcom Waite és Georgia Hale látható.

## Cselekmény
A kis csavargó (Chaplin) Alaszkába utazik, hogy kivegye részét az aranylázból. Miután a rossz időnek köszönhetően egy elhagyatott területen fekvő kunyhóban lyukad ki egy aranymosóval és egy szökött rabbal együtt, a csavargó egy aranylázban izzó városkában találja magát, ahol elhatározza, hogy feladja az arany utáni kutatást. Ezek után elvállalja egy másik aranymosó kunyhójának a felügyeletét, és beleszeret egy magányos kocsmáros lányba, de szerelmét nem viszonozza. Hamarosan feltartóztatja az aranymosó, akivel korábban találkozott, aki amnéziás lett, és megkéri a csavargót, hogy találja meg az őt megillető aranyat.

## A film emlékezetes jelenetei
- A csavargó éhségében megfőzi és megeszi a bakancsát
- A távoli kunyhó, ami egy szikla tetején dülöngél, miközben lakói igyekeznek kimászni belőle
- A csavargó villára szúrt kiflikkel táncot mutat be képzeletbeli vendégeinek

## 1942-es változat
Chaplin újravágta a filmjét, melyhez Max Terr írt új zenét. Az új, rövidebb (72 perces) változatot 1942-ben mutatták be. A filmet 1943-ban a legjobb filmzene és a legjobb hang kategóriájában jelölték Oscar-díjra.

### Módosított jelenetek
Az egyik jelenet, ami az 1942-es verzióban megváltoztattak: a csavargó és a kocsmáros lány közötti félreértésnek az előzménye. A csavargó nem megtalálja Georgia Hale levelét, hanem tőle kapja meg. Egy másik nagy változtatás a befejezés, melyben a már gazdag csavargó hosszú csókot ad Hale-nek, az újrafeldolgozásból kimaradt.

## Díjak, jelölések
- Kinema Junpo Awards (1927)
  - díj: legjobb idegen nyelvű film – Charles Chaplin
- Oscar-díj (1943)[3]
  - jelölés: legjobb filmzene – Max Terr
  - jelölés: legjobb hang – James L. Fields